# Noroeste

Rosa de los vientos mostrando el noroeste; este símbolo puede entenderse como un sistema de referencia cartesiano con cuatro semiejes.

El noroeste, noroccidente o norponiente es la semirrecta o región intermedia entre los puntos cardinales norte y oeste (ubicada a 45 grados exactos de cada uno de ellos). En textos de meteorología y de otros ámbitos, en ocasiones, se abrevia con la sigla NO. Para lo perteneciente o relativo a este punto cardinal, se hace uso del adjetivo: «noroccidental».